# Mi hija Hildegart
Mi hija Hildegart és una pel·lícula dirigida per Fernando Fernán Gómez i estrenada en 1977, a partir d'un guió basat en el llibre Aurora de sangre, d'Eduardo de Guzmán, que narra una història real ocorreguda en l'Espanya republicana.

## Argument
En el Madrid de 1933, Aurora Rodríguez (Amparo Soler Leal), es posa en mans de la justícia després d'acabar amb la vida de la seva filla Hildegart (Carmen Roldán). Aurora, feminista convençuda, havia decidit engendrar la dona perfecta, en profit de la causa alliberadora de la dona. Educada sota una fèrria disciplina des de la més primerenca edat, Hildegart és ja als 18 anys una celebritat en els ambients intel·lectuals i revolucionaris no sols madrilenys, arribant fins i tot a cartejar-se amb Sigmund Freud. No obstant això, Aurora veu com la seva filla escapa gradualment al seu control, arribant fins i tot a enamorar-se...

## Repartiment
- Amparo Soler Leal - Aurora
- Carmen Roldán - Hildegart
- Manuel Galiana - Eduardo de Guzmán
- Carles Velat - Lucas López
- Pedro Díez del Corral - Antonio Villena
- José María Mompín - Fiscal
- Guillermo Marín - President del tribunal